# Giorgio Zampori
Giorgio Zampori (* 4. Juni 1887 in Mailand; † 7. Dezember 1965 in Breno, Provinz Brescia) war ein italienischer Turner und vierfacher Olympiasieger.
Er war Mitglied der italienischen Mannschaft, die bei drei aufeinanderfolgenden Olympischen Spielen von 1912 bis 1924 die Goldmedaille im Mannschaftsmehrkampf holte.
1912 in Stockholm beendete Zampori den Einzelmehrkampf auf dem 4. Platz hinter drei Landsmännern. Die Goldmedaille ging an Alberto Braglia. Bei den Olympischen Sommerspielen 1920 in Antwerpen gewann er schließlich den Einzelmehrkampf. Vier Jahre später bei den Olympischen Sommerspielen von Paris nahm er an allen neun Wettkämpfen im Turnen teil. Am Barren gewann er die Bronzemedaille.